# 長沙村 (台灣)
長沙村，是臺灣彰化縣花壇鄉所轄的18個村之一，位在花壇鄉中心，與文德村、岩竹村、灣東村、橋頭村、花壇村、南口村相鄰。面積2.98平方公里、6092人，是花壇鄉人口最多的村。

## 村名由來
來自中國湖南長沙，長沙為古之名城，有吉祥嘉名之意。

## 歷史沿革
長沙村於清代時隸屬燕霧上堡白沙坑庄；明治35年（1902年）時，改彰化廳燕霧上堡白沙坑庄；明治42年（1909年）改彰化支廳橋子頭區白沙坑庄；至大正9年（1920年）則隨行政區調整，隸屬彰化郡花壇庄白沙坑大字。
二次大戰結束後，國民政府接收臺灣，以原先白沙坑大字範圍由西至東設為白沙村、文德村、長沙村和岩竹村。